# Cuthbert Sebastian
Sir Cuthbert Montraville Sebastian (Basseterre, 22 ottobre 1921 – Basseterre, 25 marzo 2017) è stato un medico e politico nevisiano, governatore generale di Saint Kitts e Nevis dal 1996 al 2013. Negli ultimi anni di mandato fu il più anziano capo di Stato del mondo.

## Biografia
Cuthbert Montraville Sebastian nacque a Basseterre il 22 ottobre 1921 ed era figlio di Joseph Matthew Sebastian, membro del Consiglio legislativo ed esecutivo di Saint Christopher-Nevis-Anguilla fino alla sua morte nel 1944, e di Inez Veronica Sebastian (nata Hodge).
Studiò all'Università Mount Allison, nel Nuovo Brunswick. Proseguì gli studi all'Università Dalhousie di Halifax, in Nuova Scozia, dove studiò medicina. Si laureò in medicina nel 1958 e poi divenne chirurgo.
Durante la seconda guerra mondiale fu cannoniere di retroguardia nella Royal Canadian Air Force e capitano chirurgo nella Forza di difesa di Saint Kitts e Nevis.
Dal 1962 al 1966 seguì corsi di formazione in ostetricia e ginecologia presso la Dundee Royal Infirmary, in Scozia. Come medico lavorò a Saint Kitts, Nevis e Anguilla come insegnante, dispensatore, farmacista, tecnico di laboratorio, capo dispensatore, sovrintendente medico, ostetrico e ginecologo. Fu medico locale di Carlo, principe del Galles, quando questi, nel 1973, si recò a Saint Kitts per inaugurare l'appena restaurato bastione del Principe di Galles il 1º giugno. Nel 1977 fu aiutante di campo di Robert Llewellyn Bradshaw, premier di Saint Christopher-Nevis-Anguilla, quando si recò a Buckingham Palace in occasione del giubileo d'argento della regina Elisabetta II. Dal 1980 al 1983 fu ufficiale medico capo di Saint Kitts e Nevis.
Il 1º gennaio 1996 entrò in carica come governatore generale di Saint Kitts e Nevis. Il 3 marzo 2012 accolse a Saint Kitts e Nevis il principe Edoardo, conte di Wessex e sua moglie Sophie Rhys-Jones durante la loro visita nei Caraibi in occasione del giubileo di diamante di Elisabetta II del Regno Unito.
Il 1º gennaio 2013 lasciò l'incarico. Ci fu una cerimonia di pensionamento durante la quale tenne un discorso..
Nel 1998 l'Università Dalhousie di Halifax lo onorò con un dottorato onorario in giurisprudenza e nel 2005 l'Università Mount Allison di Sackville gli concesse un secondo dottorato onorario. Il 5 luglio 2002 ricevette una borsa di studio onoraria dal Royal College of Surgeons di Edimburgo per la sua eccezionale carriera e il servizio all'umanità nel campo della medicina. In precedenza aveva ricevuto un premio simile dal Royal Colleges of Surgeons di Londra. Nel 2005 il College of Arms gli concesse uno stemma personale.
Morì nella sua residenza a Basseterre il 25 marzo 2017, all'età di 95 anni, per una polmonite. Le esequie si tennero il 10 aprile alle ore 13.30 nella chiesa anglicana di San Giorgio a Basseterre. Al termine del rito fu sepolto nel vicino cimitero di Springfield.